# فلتون (دلاور)
فلتون، دلاور (به انگلیسی: Felton, Delaware) یک سکونتگاه مسکونی در ایالات متحده آمریکا با جمعیت ۱٬۲۹۸ نفر است که در دلاویر واقع شده‌است.